# 星置川
星置川（ほしおきがわ）は、北海道札幌市および小樽市を流れ日本海の石狩湾に注ぐ二級河川である。東に西に著しく流路を変えた歴史を持つ。扇状地の頂には星置の滝がある。星置川水系の本流であり、長さ約8kmのうち河口から2.33kmが二級河川として指定されている。

## 流路
札幌市手稲区西部の南区との境界にある奥手稲山の東側に源を発し、小樽市と札幌市の境の山中を北東に流れる。滝の沢川と合流してから、星置の滝付近で平地に出て星置川扇状地を形成する。流路を北西向きに変え、自身が古い時代に形成した扇状地をさらに侵食した谷間を流れる。旧扇状地の北西端で小さな新扇状地を作り、その後は北に向きを変える。ほしみ駅付近で札幌市に入り、キライチ川を合わせ、小樽市内に入って、直線的に流れて石狩湾に注ぐ。
流域の上流は森林地帯だが、星置の滝あたりから住宅地に入る。小樽市の領域に当たる下流の沿岸は工業地帯、河口に近くは広葉樹とチシマザサが茂る原野となり、最終的に銭函海水浴場を左に、大浜海岸を右にした砂浜から石狩湾に注ぐ。キライチ川との合流点には星観緑地という公園があり、中に星観橋という徒歩専用の三叉の橋がある。

## 歴史
アイヌ語由来の地名だが、元の言葉には諸説ある（星置#地名の由来を参照）。
かつて星置川は、下流で大きく曲がって海岸と平行に東に流れ、今の新川の河口で海に注いでいた。札幌市と小樽市の境界をなす今の清川の流路である。この下流部は砂浜の中を流れるためアイヌ語でオタ・オㇽ・ナイ（砂のある川）と呼ばれ、江戸時代後期に進出した和人 は付近を「オタルナイ場所」と呼んだ。現在の銭函駅付近にはオタルナイ場所の中心地（運上屋）が存在したが、当地は冬の季節風がまともに吹き付ける立地ゆえ不便が多く、運上屋は現在の小樽市中心部に移転した。それに伴い地名も移動して、運上屋の移転先がオタルナイ、当て字して「小樽」と呼ばれるようになった。なお分水嶺を越えた南にある小樽内川は豊平川の上流部の支流であり 、小樽市とはかかわりないまったく別の川である。
大正時代、星置川は海岸と平行に西に、今のポンナイ川の流路を流れるように切り替えられ、銭函で北に転じて海に出るようになり、この水を用いて下流部で水田が開かれた。1983年（昭和58年）には直線的に北に流れる現在の形に変更を受けた。このため水田のための水利用が難しくなり減反もあいまって流域の稲作は激減し、かわって住宅と工場が並ぶようになった。
星置川にて砂金がとれたことから、支流の滝の沢川沿いに、1893年（明治26年）に手稲鉱山が発見された。金、銀、銅、テルルなど多くの鉱物を産したが、1970年（昭和45年）に閉山した。

## 利水

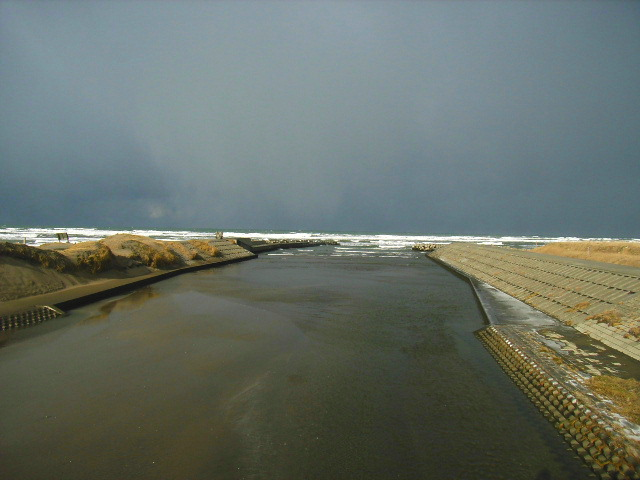
望洋橋から河口を見る（2004年11月）

滝の沢川合流点の右岸に宮町浄水場があり、札幌市手稲区の西部に水道水を供給している。

## 生物
河口付近でウグイやカワガレイが、上流ではニジマスが釣れる。下流部でスナヤツメの棲息と産卵が確認されている。数は少ないが毎年鮭が上る。

## 支流
- 滝の沢川
- キライチ川 - 谷地川（キライチ川の分流）

## 橋梁
- （橋）
- 金山橋
- 星置川橋 - 札樽自動車道
- 星置橋 - 国道5号（北5条手稲通）
- JR北海道函館本線
- 新星観橋（しんほしみ）
- 星観橋（ほしみ）
- ほしみ橋 - ほしみ駅前通
- 星流橋（せいりゅう）- 星観緑地
- 星函橋（せいかん） - 下手稲通
- 宮下橋 - 国道337号（道央圏連絡道路）
- 望洋橋